# Woestijnstad

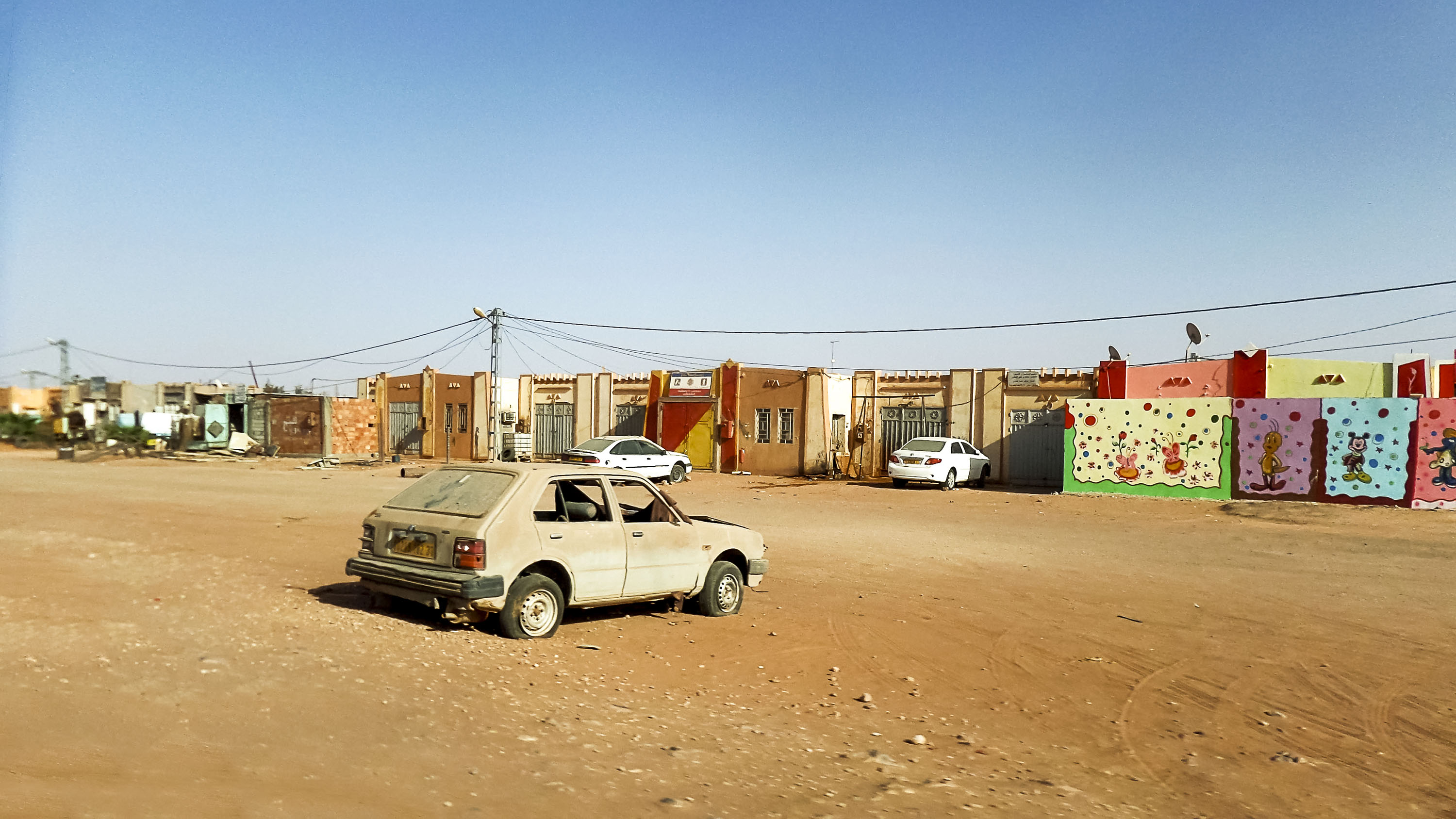
De Algerijnse gas- en oliestad In Amenas in de Sahara, 2016. Vanaf eind jaren 1950 werden in de omgeving gas- en olievelden gevonden.

Een woestijnstad is een stad in een woestijn die gekenmerkt wordt door een lage jaarlijkse neerslag en vaak extreme temperaturen. Veel woestijnsteden zijn aangepast aan de omstandigheden door middel van innovatieve infrastructuur zoals waterbesparingssystemen, gebruik van ondergrondse aquifers of ontziltingsinstallaties.
Droge lucht geeft extreme verschillen tussen dagtemperatuur en nachttemperatuur. Traditionele gebouwen hebben een architectuur die inspeelt op de omstandigheden, bijvoorbeeld met dikke muren en kleine vensters voor een stabiele binnentemperatuur. Zwevende of ventilerende daken voeren de zonnewarmte af. Moderne techniek maakt het ook mogelijk  om zich niet aan te passen aan de omstandigheden, maar die te overwinnen met bijvoorbeeld airco's en diepboringen naar grondwater; dergelijke methoden zijn veelal weinig duurzaam ontworpen.
Ondanks de uitdagende omstandigheden kunnen woestijnsteden uitgroeien tot centra van cultuur, handel en toerisme. Voorbeelden van dergelijke woestijnsteden zijn:
- Las Vegas in de Verenigde Staten, bekend om zijn entertainmentindustrie en gelegen in de Mojavewoestijn
- Dubai in de Verenigde Arabische Emiraten, een financieel centrum in de Arabische woestijn
- Timboektoe in Mali, historisch belangrijk als handels- en kenniscentrum in de Sahara.